# Mein Onkel aus Amerika
Mein Onkel aus Amerika ist ein französischer Spielfilm von Alain Resnais aus dem Jahr 1980.

## Handlung
Jean Le Gall kam auf einer Insel zur Welt, schwärmt für Danielle Darrieux und verlässt seine Jugendliebe Arlette, weil er lieber in Paris Karriere machen will. Arlette folgt ihm, und beide heiraten in Paris und haben zwei Kinder. Jean arbeitet zunächst als Lehrer und macht schließlich Karriere beim Radio, wo er bis zum Programmdirektor aufsteigt. Janine Garnier wächst als Kind kommunistischer Eltern auf, engagiert sich früh politisch und wird schließlich zum Entsetzen der Eltern Schauspielerin. Ihr großes Vorbild ist Jean Marais. René Ragueneau wird katholisch erzogen und wächst auf einem Bauernhof auf. Dieser wird vom Vater altmodisch bewirtschaftet, doch können sich die Brüder gegen den Vater mit ihren Modernisierungsgedanken nicht durchsetzen. Gegen den Willen seiner Eltern geht René mit seiner Freundin Thérèse vom Hof und lässt sich in Cholet nieder. Er, der Jean Gabin verehrt, arbeitet sich zum Technischen Direktor einer Textilfabrik hoch. Diese hat den Anschluss an die moderne Entwicklung jedoch verpasst. Beim Vergleich mit dem Technischen Direktor eines Konkurrenzunternehmens, Léon Veestrate, wird dies René deutlich. Beide Unternehmen sollen fusionieren. Der Konkurrenzdruck schlägt René auf den Magen, er reagiert in der Familie unbeherrscht, aber auch mutlos. Als er zum Generaldirektor des Unternehmens Zambeaux nach Paris berufen wird, ahnt er, dass ihm gekündigt werden soll.
Nach der letzten Vorstellung ihres Erfolgsstücks trifft Janine auf Jean und seine Frau. Schon nach kurzer Zeit trennt sich Jean von Arlette und zieht zu Janine. Er will ein Buch über die Entwicklung der Sonne schreiben und nimmt ein neues Programm in seine Radioausstrahlungen auf, das dem Minister gefällt. Kurz darauf wird Jean entlassen. Er bricht mit Nierenbeschwerden zusammen, muss immer häufiger zum Arzt und bringt Janine mit seinen Pflegeanforderungen um den letzten Nerv. Sie leidet sehr darunter, verlässt ihn jedoch nicht. Eines Tages steht Arlette vor ihr. Sie gibt vor, todkrank zu sein, und bittet darum, Jean möge einige Monate zu ihr zurückkehren. Janine verlässt Jean, als er sich ihren Bestrebungen, ans Theater zurückzukehren, widersetzt. René wiederum wird in Paris zwar mitgeteilt, dass er nicht Technischer Leiter des fusionierten Betriebs werde, anstelle dessen Direktor einer Nebenproduktionslinie mit Ready-to-Wear-Kollektionen werden könnte. Dafür müsste er zurück nach Cholet gehen. Er entscheidet sich gegen den Willen seiner schwangeren Frau dafür, die Chance zu ergreifen, und er lässt sich allein in Cholet nieder. Damit wendet er sich auch gegen den in Familiengeschichten immer wieder exemplarisch genannten „Onkel aus Amerika“, der als Bettler gestorben sei.
Zwei Jahre später, 1979: Jean sucht die Insel auf, auf der er geboren wurde und auf der sein Großvater lebte. Überraschend trifft er dort auf Janine. Sie ist inzwischen Designerin für die von Zambeaux geleitete Firma, in der auch René arbeitet. Jean ist unterdessen in die Politik gegangen. Er zeigt ihr einen Platz, an dem er als Kind immer gelesen hat. Sein „Onkel aus Amerika“ kursierte in Familienerzählungen als reicher Mann und er habe als Kind immer geglaubt, dass er einen Schatz auf der Insel vergraben habe. Janine erfährt von ihm, dass seine Frau nie krank gewesen sei. Sie will ihm endlich erzählen, warum sie ihn einst verlassen habe; doch er wirft ihr vor, dass es an seiner Arbeitslosigkeit lag. Sie ist sprachlos vor Entsetzen und will sterben. Sie beginnt zwei Briefe an Jean, kann sie jedoch nicht beenden. Stattdessen geht sie zu einem Arbeitsessen mit Zambeaux und René. Zambeau und sie machen René klar, dass er unwirtschaftlich arbeite und keine Trends vorhersehen könne. Er soll wieder zum Technischen Direktor des Betriebes degradiert werden, worauf er sie wütend verlässt. Kurz darauf kehrt er jedoch zurück und erfährt, dass er möglicherweise als Gastronomie-Experte in einem der angedachten Feinkostläden Zambeaux’ arbeiten könne; er lehnt das Angebot ab. Janine meint Zambeaux gegenüber, dass sie immer dachte, Glück sei einfach eines Tages da, wie eine Erbschaft von einem Onkel aus Amerika. Sie verbringt die Nacht mit Zambeaux, ruft jedoch abends René an, weil sie sich wegen ihres Verhaltens ihm gegenüber schämt. René hat unterdessen Tabletten genommen und versucht, sich zu erhängen. Er kann im Krankenhaus reanimiert werden. Zambeaux hält daran fest, René zu entlassen, und Janine ist entgeistert. Sie sucht Jean auf, trifft jedoch nur seine Frau an. Diese erklärt ihr, ihre Lüge von damals nicht zu bereuen. Sie ist sich sicher, dass Janine Jean nicht mehr gefährlich werden kann. Dieser hat tatsächlich am Vortag von seiner Frau die ganze Wahrheit erfahren und ihr vergeben. Seinen Erfolg hat er nur ihrem Halt zu verdanken. So habe er es geschafft, sein Buch zu schreiben. Janine schlägt verzweifelt auf ihn ein. René wiederum erhält am Krankenbett Halt. Seine Frau und seine Kinder sitzen an seiner Seite, als er aufwacht.

## Hintergrund

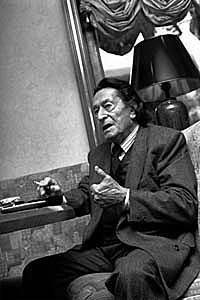
Henri Laborit, dessen Thesen im Film aufgegriffen werden

Mein Onkel aus Amerika wurde in Spielfilm- und Dokumentarszenen realisiert, die ineinandergreifen. Professor Henri Laborit erläutert anhand dreier Lebensläufe aktuelle Erkenntnisse der modernen Forschung zum menschlichen Verhalten, das von vier Elementen reguliert wird: durch den Konsum, die Belohnung, die Strafe und die Handlungshemmung („l’inhibition de l’action“), die teilweise gesellschaftlich antrainiert wird. Zentrales Motiv aller zwischenmenschlichen Beziehung ist dabei das Dominanzverhalten des Menschen, das durch das Zusammenwirken von protoreptilischem und paleomammalischem Gehirn entsteht und das der Mensch durch das neomammalische Gehirn erkennen und regulieren kann  – mehr oder weniger erfolgreich. Laborit greift dabei Paul D. MacLeans Theorie des Triune Brain auf.
Im Anschluss an die Theoriedarstellung entwickeln sich die Szenen im Leben von Jean, Janine und René entsprechend. Beispielsweise zeigen Szenen Experimente mit Ratten: Ratten werden in einen zweigeteilten Käfig gesetzt. Der Boden einer Hälfte kann mit einem elektrischen Schlag versehen werden, der über einen Ton angekündigt wird. Ratten flüchten nach kurzer Zeit auf die sichere Seite. Hat die einzelne Ratte keine Möglichkeit zur Flucht, wird sie Stress entwickeln. Diesen kann sie vollständig abbauen, wenn sie eine zweite Ratte im Käfig sitzen hat. Der Kampf beider Ratten, auch wenn er sinnfrei ist, hilft bei der Verarbeitung von Stress. Im Film wird die Szene beispielsweise durch die Reaktion von Janine und René auf niederschmetternde Nachrichten dargestellt. Janine verbringt die Nacht mit Zambeaux, während René, allein in seiner Wohnung, einen Selbstmordversuch unternimmt.
Neben Dokumentarszenen sind in die Handlung Filmausschnitte mit Danielle Darrieux, Jean Marais und Jean Gabin eingeflochten, die Gefühle oder Gefühlsvorstellungen der Charaktere deutlich werden lassen. Urs Jenny nannte den Film im Der Spiegel den „Inbegriff eines filmischen Motiv-Puzzles, das sich erst im Kopf des Zuschauers zu einem einleuchtenden Ganzen zusammenfügt“.

## Produktion
Die Dreharbeiten für Mein Onkel aus Amerika fanden 1979 in Paris, Cholet und auf der Île Logoden im Département Morbihan statt. Die Kostüme schuf Catherine Leterrier, die Filmbauten stammten von Jacques Saulnier. Der Film hatte am 21. Mai 1980 im Rahmen der Internationalen Filmfestspiele von Cannes Premiere. Am 18. September 1981 lief er in den deutschen Kinos an. Die ARD zeigte den Film am 19. November 1982 erstmals im deutschen Fernsehen.

## Kritik
Für den film-dienst war Mein Onkel aus Amerika ein „Musterbeispiel des dialektischen Films, das eine Fülle von Denkanstößen vermittelt und bei aller Vielschichtigkeit nicht kompliziert, sondern spannend und unterhaltend ist.“ „Menschen im Versuchslabor eines Regisseurs“, fasste Cinema zusammen und schrieb, dass der Film „mit einem ironischen Augenzwinkern den damaligen Stand der Verhaltensforschung widerspiegelt“. Für den Spiegel war Mein Onkel aus Amerika „ein durchschaubares Symboltheater; ein leidenschaftlich triviales Kinostück […] daß das in seiner verwegenen Vermischung ein so heiter-nachdenkliches Zuschau-Vergnügen ergibt, liegt an der Virtuosität des Bilder-Spielers, der es angezettelt hat.“

## Auszeichnungen
Auf den Internationalen Filmfestspielen von Cannes 1980 lief Mein Onkel aus Amerika im Wettbewerb um die Goldene Palme. Alain Resnais gewann in Cannes den Großen Preis der Jury sowie den FIPRESCI-Preis. Im selben Jahr gewann der Film den Grand prix du cinéma français sowie den New York Film Critics Circle Award als Bester fremdsprachiger Film. Alain Resnais erhielt 1980 auf den Internationalen Filmfestspielen von Venedig den AGIS Award.
Mein Onkel aus Amerika wurde 1981 für den Oscar in der Kategorie Bestes Original-Drehbuch sowie für sechs Césars nominiert: in den Kategorien Bester Film (Alain Resnais), Beste Regie (Alain Resnais), Beste Hauptdarstellerin (Nicole Garcia), Beste Kamera (Sacha Vierny), Bestes Drehbuch (Jean Gruault) und Bestes Szenenbild (Jacques Saulnier). Er gewann 1981 den Prix du Syndicat Français de la Critique als Bester französischer Film. Jean Gruaut erhielt 1981 einen David di Donatello in der Kategorie Migliore Sceneggiatura Straniera (Bestes ausländisches Drehbuch).